# Processus unimoléculaire
Un processus unimoléculaire est un processus dans lequel une seule molécule réagit afin de se transformer en une autre molécule (isomérisation) ou bien en plusieurs molécules (dissociation).
En cinétique chimique, une étape élémentaire unimoléculaire sera d'ordre un par rapport au seul réactif. Si une réaction unimoléculaire donnée n'est pas d'ordre un expérimentalement, il faut conclure qu'il possède plus qu'une étape élémentaire. En pratique, nombreuses réactions unimoléculaires sont d'ordre deux, ce qui s'explique par le mécanisme Lindemann-Hinshelwood de deux étapes.
Comme exemple, on peut citer :
- l'isomérisation des alcènes, qui transforme un stéréoisomère d'un alcène (Z ou E) en son diastéréoisomère ;
- la réaction de rétro-Diels-Alder, qui forme un diène et un alcène à partir d'un adduit.

## Mécanisme de Lindemann
L'équation globale d'une réaction unimoléculaire peut être écrite  A → P, où A est une molécule du réactif initial et P représente le produit d'une isomérisation ou bien les produits d'une dissociation.
Le mécanisme de Lindemann comprend un intermédiaire réactionnel A*. Cet intermédiaire n'est produit à partir du réactif qu'après l'acquisition d'une énergie d'activation suffisante par collision avec une deuxième molécule M, qui peut être pareil à A ou non. Ensuite il y a deux possibilités : soit A* est désactivé et redevient A lors d'une autre collision, soit A* réagit dans une étape unimoléculaire pour former le(s) produit(s) P.
Le mécanisme en deux étapes est alors 
{\displaystyle A+M\rightleftharpoons A^{*}+M}
{\displaystyle A^{*}\rightarrow P}

## Équation de vitesse selon l'approximation des états quasi stationnaires
L'équation de vitesse de la formation du produit P peut être obtenue à l'aide de l'approximation des états quasi stationnaires (AEQS), selon laquelle la concentration de l'intermédiaire A* est supposée constante parce que ses vitesses de formation et de consommation sont (presqu')égales. Cette hypothèse simplifie le calcul de l'équation de vitesse.
Au mécanisme de Lindemann ci-dessus, les constantes de vitesse sont définies comme k1 pour la vitesse en sens avant de la première étape élémentaire, k-1 pour la même étape en sens inverse, et k2 pour la vitesse en sens avant de la deuxième étape. Pour chaque étape élémentaire, l'ordre de réaction est égal à la molécularité.
La vitesse de formation de l'intermédiaire A* à la première étape élémentaire est tout simplement
{\displaystyle {\frac {d[A^{*}]}{dt}}=k_{1}[A][M]} (première étape en sens avant)
A* est consommé et à la première étape en sens inverse et à la deuxième étape en sens avant. Les vitesses de consommation respectives de Ä* sont :
{\displaystyle {\frac {-d[A^{*}]}{dt}}=k_{-1}[A^{*}][M]} (première étape en sens inverse)
{\displaystyle {\frac {-d[A^{*}]}{dt}}=k_{2}[A^{*}]} (deuxième étape en sens avant)
Selon l'AEQS, la vitesse de formation de A* égale la vitesse de sa consommation, de sorte que
{\displaystyle k_{1}[A][M]=k_{-1}[A^{*}][M]+k_{2}[A^{*}]}
Cette équation peut être résolue pour trouver la valeur de {\displaystyle [A^{*}]}.
{\displaystyle [A^{*}]={\frac {k_{1}[A][M]}{k_{-1}[M]+k_{2}}}}
La vitesse globale de la réaction est la vitesse de formation du produit final (ou des produits finaux) P
{\displaystyle {\frac {d[P]}{dt}}=k_{2}[A^{*}]}
Et en remplaçant la valeur calculée de [A*] on obtient la vitesse globale en fonction des réactifs de départ A et M,.
{\displaystyle {\frac {d[P]}{dt}}={\frac {k_{1}k_{2}[A][M]}{k_{-1}[M]+k_{2}}}}

## Ordre de réaction et étape déterminante de vitesse
L'équation de vitesse qui découle de l'AEQS est d'ordre mixte et prédit qu'une réaction unimoléculaire peut être d'ordre soit premier soit deuxième, selon lequel des deux termes au dénominateur est plus grand. À pression suffisamment basse, {\displaystyle k_{-1}[M]\ll k_{2}} et alors {\displaystyle d[P]/dt=k_{1}[A][M]}, qui est de deuxième ordre. En effet, l'étape déterminante de vitesse est la première étape qui est l'activation bimoléculaire,.
Aux pressions plus élevées, cependant, {\displaystyle k_{-1}[M]\gg k_{2}} et alors {\displaystyle {\frac {d[P]}{dt}}={\frac {k_{1}k_{2}}{k_{-1}}}[A]}, ce qui est de premier ordre, et l'étape déterminante de vitesse est la deuxième étape, c.à.d. la réaction unimoléculaire de la molécule activée.
La théorie peut être testée en définissant une constante (ou coefficient) de vitesse équivalente {\displaystyle k_{uni}} qui serait constante si la réaction était premier ordre à toute pression :  {\displaystyle {\frac {d[P]}{dt}}=k_{uni}[A],\quad k_{uni}={\frac {1}{[A]}}{\frac {d[P]}{dt}}}. Le mécanisme de Lindemann prédit que k (c'est-à-dire kuni) diminue en fonction de pression, et que sa réciproque {\displaystyle {\frac {1}{k}}={\frac {k_{-1}}{k_{1}k_{2}}}+{\frac {1}{k_{1}[M]}}} est fonction linéaire de {\displaystyle {\frac {1}{[M]}}}, ou bien de façon équivalente de {\displaystyle {\frac {1}{p}}}. Le résultat expérimental pour nombreuses réactions est qu'en effet {\displaystyle k} diminue à basse pression, mais que le graphique de {\displaystyle 1/k} en fonction de {\displaystyle 1/p} est assez courbée contraire à la théorie simple de Lindemann. Pour tenir compte de la variation précise des constantes de vitesse des réactions unimoléculaires en fonction de la pression, il faut une théorie plus élaborée telle que la théorie RRKM (Rice-Ramsperger-Kassel-Marcus),.